# Omar Sharif
Umar aš-Šaríf (arabsky عمر الشريف‎), v anglickém přepisu Omar Sharif, rodným jménem Michel Demitri Chalhoub (10. dubna 1932, Alexandrie – 10. července 2015, Káhira) byl egyptský herec syrsko-libanonského původu, držitel tří Zlatých glóbů a jedné nominace na Oscara.

## Život
Pocházel ze syrsko-libanonské rodiny, jeho otec byl bohatý obchodník se dřevem. Své dětství a mládí strávil v hlavním městě Egypta v Káhiře. Na káhirské a alexandrijské anglické univerzitě studoval matematiku a fyziku, posléze tři roky pracoval v otcově dřevařské firmě, teprve poté se rozhodl pro povolání herce.
U filmu začínal v roce 1953 ve svých 21 letech a velice brzy se stal hlavním hrdinou různých dobrodružných filmů. V roce 1954 se při filmování zamiloval do egyptské herečky Fátin Hamámaové, konvertoval k islámu, oženil se s ní a přijal arabské jméno 'Umar al-Sharif. V manželství se jim narodil syn Tarík. Manželé žili od roku 1968 odloučeně a v roce 1974 se rozvedli. Spolu si zahráli v řadě romantických filmů.
Na počátku 60. let 20. století získal celosvětovou známost a popularitu filmem Lawrence z Arábie, kde hrál šejka Ali Ibn El-Khariše, za tuto roli byl posléze nominován na Oscara. Dalšími světoznámými snímky se staly např. filmy Doktor Živago (postava Jurij Andrejevič Živago) nebo role v muzikálu Funny Girl, kde si zahrál manžela Barbry Streisandové.
Jako herec se vyznačoval velmi přitažlivým vzhledem, vysokým osobním charismatem, oplývajícím velkým šarmem i temperamentem. Mezi jeho velké záliby patřil bridž, svého času se řadil k 50 nejlepším hráčům na světě. V roce 1964 reprezentoval Spojené arabské emiráty a v roce 1968 Egypt na mistrovství světa týmů v bridži.
Zemřel v káhirské nemocnici na následky infarktu, ve stejném roce i věku jako jeho bývalá manželka.

## Filmografie
výběr
- 1962 Lawrence z Arábie (Ali Ibn El-Khariš)
- 1965 Doktor Živago (Jurij Andrejevič Živago)
- 1965 Podivuhodné dobrodružství Marca Pola (Marco Polo)
- 1966 Čingischán (Genghis khan) (Čingischán)
- 1967 Byl jednou jeden
- 1968 Funny Girl
- 1968 Mayerling / Arcivévodská tragédie v Mayerlingu (korunní princ Rudolf Habsburský)
- 1969 Mackennovo zlato
- 1969 Che (Che Guevara)
- 1971 Jezdci (Uraz)
- 1973 Tajuplný ostrov (kapitán Nemo)
- 1974 Ohrožení Britanicu
- 1976 Růžový panter znovu zasahuje
- 1981 Zelený led (Meno Sebastiano Argenti)
- 1984 Top secret (tajný agent)
- 1986 Petr Veliký (car Petr Veliký)
- 1995 Kateřina Veliká (televizní film)
- 1999 Vikingové
- 2001 Válka policajtů
- 2003 Můj učitel Ibrahim